# リングワールドふたたび
『リングワールドふたたび』（The Ringworld Engineers ）は、1980年にラリー・ニーヴンが発表したSF小説。前作『リングワールド』(Ringworld) の続編である。日本語訳版は小隅黎が翻訳、早川書房より出版された。

## 概要
ニーヴンはこの作品について、『リングワールド』のファンの反響のたまものだと述べている。その理由としては、前作が非常に好評であったこと、また前作で論じられないままとなっていた数々の工学上の問題点を明確にしようとするファンたちの動きがあったことがあげられる。
最初の大きな問題は、剛体構造であるリングワールドが、取り囲んでいる恒星の軌道から位置がズレていき、最終的に構造全体が恒星と衝突して崩壊することだった。小説の紹介によればニーヴンは1971年のワールドサイエンスフィクションコンベンションに参加したMITの学生が「リングワールドは不安定だ！」と唱えたエピソードを挙げられている。ニーヴンは『リングワールドふたたび』を書いた理由の1つは、これらのエンジニアリングの問題に対処するためだったと言った。
作品中では、リングワールド上で進化した様々な亜人類（ヒューマノイド）の種族たちについてより深く描いている。
- ISBN 0345334302 （原版）

9ISBN 415010767X （早川書房版）

## あらすじ
ノウンスペースに帰還して23年後、惑星キャニヨンに隠れ住んでいたルイス・ウーはふたたびパペッティア人に誘拐される。パペッティア人の元首「至後者（ハインドモースト）」はかつてネサスやルイスたちをリングワールドの調査に送り込んだ張本人だったが、政変で失脚し、再起のため今度はみずからリングワールドへ向かおうとしていたのだ。クジン人のハミイー（新型ハイパードライヴを入手した功績で正式な名を与えられた、かつての「獣への話し手（スピーカー・トゥ・アニマルズ）」）も「至後者」に嵌められて同行せざるを得なくなる。
ふたたび訪れたリングワールドは回転軸がずれ始め、中心にあった恒星と接触するまで1年余りという危機的状況にあった。リングワールドを探検し、多くの種族と出会ったルイス・ウーは彼らを救おうと決意する。そのためにはリングワールドのどこかにある「補修センター」を見つけなければならなかった。